# Gersende
Gersende est un prénom féminin français.
Il est fêté le 8 novembre, jour de la Bienheureuse Gersende ou Garsende d'Alphant.

## Étymologie
Cette variante de Garsende, dérive d'un nom de femme d'origine germanique, Garsind, latinisé en Garsindis. Il est composé des éléments germaniques  ger-, variante de gar- « lance », et -sind « voyage, chemin ».

## Histoire
Un prénom proche mais à l'étymologie distincte (de l'élément germanique -swind « fort, puissant ») est notamment porté par une concubine de Charlemagne, Gerswinda, et est attesté depuis le VIIIe siècle.

## Personnages historiques
ordre chronologique
- Gersende de Fezensac (Xe siècle), fille du comte Guillaume de Fezensac et épouse du comte Raymond II de Ribagorce ;
- Garsinde de Béziers (XIe siècle), vicomtesse de Béziers et d'Agde ;
- Garsende de Périgord (XIe siècle), duchesse de Gascogne ;
- Garsinde de Besalú (XIe siècle), fille du comte Bernard Ier de Besalú ;
- Gersende du Maine (XIe siècle), fille du comte Herbert Ier du Maine et épouse du comte Thibaud III de Blois puis d'Alberto Azzo II d'Este ;
- Garsende de Forcalquier (XIIe siècle), fille du comte Guillaume IV de Forcalquier ;
- Garsende de Sabran (XIIIe siècle), comtesse de Forcalquier, épouse du comte Alphonse II de Provence ;
- Garsende de Provence (XIIIe siècle), fille du comte Alphonse II de Provence et épouse du vicomte Guillaume II de Béarn.
- Gersende ou Garsande d'Alphant, Bienheureuse (+1310)[4], gouvernante de Saint Elzéar[5].

- Pour l'ensemble des articles sur les personnes portant ce prénom, consulter :
  - la liste des articles dont le titre commence par ce prénom
  - les listes produites par Wikidata : Liste des personnes de prénom « Gersende » — même liste en incluant les éventuels prénoms composés qui contiennent « Gersende ».

## Occurrence
Ce prénom, porté surtout à l'époque médiévale, est devenu ensuite rarissime. Il revient cependant en faveur au XXe siècle, avant 1970, mais reste un choix très rare.
En 2022, environ 834 Françaises portent ce prénom. Son année record d'attribution est 1970 avec 47 naissances